# 48ビット
48ビット（英: 48-bit）は、連続した48個（桁）のビット（6オクテット）であり、バイナリで最大281,474,976,710,656（256テビ、約281T）までの数を表現できる。
- 「48ビットアーキテクチャ」とは、整数型、メモリアドレス、その他のデータサイズなどが、最大48ビット幅のアーキテクチャである。
- 「48ビットCPU」（プロセッサ、演算装置）とは、48ビットサイズのレジスタ、アドレスバス、データバスを持つCPU（プロセッサ、演算装置）である。

## 48ビットアーキテクチャ
48ビットアーキテクチャのコンピュータには以下がある。
- CDC 1604
- BESM-6
- IBM AS/400 - 過去のCISC系列は48ビットアドレッシングのシステムだった（1995年に64ビット RISCのPOWERに移行した[1]）

またATA-6のイントロダクションで、Logical Block Addressingで使用されるアドレスサイズは48ビットである。
x86-64アーキテクチャの最小の実装は、64ビットにエンコードされる48ビットアドレッシングを提供し、アーキテクチャ将来のバージョンでは適切に書かれたアプリケーションを修正せずに拡張ができる。

## 画像データ
デジタルイメージでは、1ピクセル当たり48ビット（各カラーチャネル（赤、緑、青）当たり16ビット）は、高精度な処理に使われている。48ビットイメージは24ビットイメージよりも良く見えはしないが、色間の陰影がより存在するため（256段階に対して65,536段階）、多段階の画像処理を行っても目立つバンディングやポスタリゼーション（トーンジャンプ）が起こるリスクを避けられる。

## 参照
1. ↑  AS/400の機能拡張 - IBM